# پوتوسی، تگزاس
پوتوسی (به انگلیسی: Potosi) یک منطقهٔ مسکونی در ایالات متحده آمریکا است که در شهرستان تیلور، تگزاس واقع شده‌است. پوتوسی ۴۷٫۸ کیلومتر مربع مساحت و ۲٬۹۹۱ نفر جمعیت دارد و ۵۵۵ متر بالاتر از سطح دریا واقع شده‌است.